# Mistrz Przywilejów Gandawskich
Mistrz Przywilejów Gandawskich, Mistrz Przywilejów Gandawy i Flandrii (fl. 1440–1460) – flamandzki iluminator. 

## Życie i działalność artystyczna
Pierwsze kroki prawdopodobnie stawiał w warsztacie Mistrza Guilleberta z Metzu. Określenie, pod którym jest znany, nadał mu niemiecki historyk sztuki Friedrich Winkler, który utożsamiał go z autorem piętnastu iluminacji z Księgi Przywilejów Gandawy i Flandrii, powstałej w latach 1453–1454 na zlecenie księcia burgundzkiego Filipa Dobrego. Przypuszcza się, że miniatury powstawały w następujących ośrodkach: Gandawie, Lille, Mons i Tournai. Z kolei Gregory Thomas Clark uznał Mistrza Przywilejów Gandawskich nie za pojedynczego artystę, ale za zespół artystów i warsztatów związanych z obszarem diecezji Tournai i Cambrai. Mistrzowi Przywilejów Gandawskich, albo – jak chce Clark – zespołowi artystów, przypisuje się ponadto autorstwo iluminacji dwudziestu dwóch kodeksów godzinek.
Styl Mistrza Przywilejów Gandawskich był niezręczny w rysunku, ale doskonały w kolorystycznej grze ostrych błękitów i zieleni z tonami różu i srebra oraz w subtelnym modelowaniu karnacji. Jego styl był kontynuowany przez naśladowców w latach 1460–1470, widoczny jest na zestawie czterech gobelinów przedstawiających historię Juliusza Cezara oraz w iluminowanym francuskim przekładzie dzieła Waleriusza Maksymusa Factorum et dictorum memorabilium libri novem.